# Jenny Tanghe
Jenny Tanghe (Manage, 15 september 1926 – Gent, 11 maart 2009) was een Vlaamse actrice.

## Biografie
De ouders van Jenny Tanghe waren afkomstig uit Oostende. Haar vader werkte bij de spoorwegen en werd naar het Henegouwse Manage overgeplaatst, alwaar ze ook geboren werd. Tanghe groeide op in Gent en begon op haar twaalfde met toneel te spelen, tegen de wil van haar moeder in. Op 16-jarige leeftijd kreeg ze haar eerste rol en speelde in de Gentse Minardschouwburg. Tanghe genoot nadien een opleiding aan de Studio Herman Teirlinck in Antwerpen. Ze werd vooral bekend van televisieprogramma's bij de BRT, vooral van haar rol als Moeder Cent in de serie Wij, Heren van Zichem van eind jaren '60. Opvallend is dat ze in vijf verschillende programma's de rol van non vertolkte. Tanghe vertolkte meestal de bazige vrouw, zoals bijvoorbeeld Georgette Verreth in F.C. De Kampioenen en het 'konijnenwijf' in De Filosoof van Haagem, twee rollen die haar door haar struise voorkomen en indringende stemgeluid op het lijf stonden geschreven.
Ze stond ook op de planken (bij Arca en het Raamtheater). Jenny Tanghe woonde sedert de jaren '80 in Sint-Katelijne-Waver, maar verhuisde een jaar voor haar dood opnieuw naar Gent. Op 11 maart 2009 overleed Jenny Tanghe op 82-jarige leeftijd aan de gevolgen van kanker.
In Gent werd de Jenny Tanghestraat aan de Zuiderpoort naar haar genoemd.

## Filmografie

### Televisie
- Koletje Kambeel, de dorpskwezel annex het konijnenwijf in De Filosoof van Haagem (1967)
- Moeder Cent in Wij, Heren van Zichem (1969-1972)
- Getuige in Beschuldigde, sta op (1970)
- Jenny Vanjes in de serie De Collega's (1978-1981)
- Eveline Bers in Het Pleintje (1986)
- Kokkin in Het gezin Van Paemel (1986)
- Beenhouwerin in L'heure Simenon (1988)
- Georgette Verreth of Ma DDT, de moeder van Dimitri De Tremmerie, in F.C. De Kampioenen (1990-2006)
- Clarisse van de Veegaete in De bossen van Vlaanderen (1991)
- Zuster Huberta in De Strangorianen (1991)
- Vrouw die taart komt eten in Samson en Gert (1992)
- Vroedvrouw Zulma Vanderstock in RIP (1994)
- Cafébazin in Het verdriet van België (1995)
- Bertha in Hotel Hotel (1996)
- Mevrouw Permentier in Wittekerke (1998)
- Tante Nonneke in 2 Straten verder (1999-2006)
- Madame Hortense in Hallo België! (2003)
- Mevrouw Daelmans in Verschoten & Zoon (2003)
- Oude dame in En daarmee basta! (2005)
- Mathilde De Lange in Aspe (2006)
- Oma/oudere dame/non in het sketchprogramma Grappa (2006)

### Film
- In de Kiekeboe-videofilm Het witte bloed (1992) speelde Tanghe Zuster Bloedwijn, de assistente van dokter Van Pier.
- In Pauline & Paulette (2001) speelde ze Marcella.

Tanghe draaide in 2007 een film met regisseur Stijn Brouns; Encore une fois werd een autobiografische film.